# British Home Championship 1905/06
Die British Home Championship 1905/06 war die 23. Auflage des im Round-Robin-System ausgetragenen Fußballwettbewerbs zwischen den vier britischen Nationalmannschaften von England, Irland (ab 1950/51 Nordirland), Schottland und Wales.
| Pl.                                            | Nationalmannschaft | Sp. | S | U | N | Tore    | Punkte |
| ---------------------------------------------- | ------------------ | --- | - | - | - | ------- | ------ |
| 1.                                             | England            | 3   | 2 | 0 | 1 | 007:200 | 04:20  |
| 2.                                             | Schottland         | 3   | 2 | 0 | 1 | 003:300 | 04:20  |
| 3.                                             | Wales              | 3   | 1 | 1 | 1 | 006:500 | 03:30  |
| 4.                                             | Irland             | 3   | 0 | 1 | 2 | 004:100 | 01:50  |
| England und Schottland teilten sich den Titel. |                    |     |   |   |   |         |        |

|                                                |   |            |           |
| 17. Februar 1906 in Belfast (Solitude)         |   |            |           |
| Irland                                         | – | England    | 0:5 (0:2) |
| 3. März 1906 in Edinburgh (Tynecastle Stadium) |   |            |           |
| Schottland                                     | – | Wales      | 0:2 (0:0) |
| 17. März 1906 in Dublin (Dalymount Park)       |   |            |           |
| Irland                                         | – | Schottland | 0:1 (0:0) |
| 19. März 1906 in Cardiff (Arms Park)           |   |            |           |
| Wales                                          | – | England    | 0:1 (0:0) |
| 2. April 1906 in Wrexham (Racecourse Ground)   |   |            |           |
| Wales                                          | – | Irland     | 4:4 (3:2) |
| 7. April 1906 in Glasgow (Hampden Park)        |   |            |           |
| Schottland                                     | – | England    | 2:1 (1:0) |